# Butoniga (jezero)
Butoniga je akumulacijsko jezero v osrednji Istri na Hrvaškem, ki je nastalo v letih 1987–1988 z zajezitvijo istoimenskega pritoka reke Mirne, na kraju, kjer se vanj izlivata Dragućki in Račički potok blizu istoimenskega naselja. Namenjeno je oskrbi območja Pulja, Pazina, Poreča in Rovinja s pitno vodo ter zaščiti pred poplavami dolvodno.
Sprva so iz njega v sušnih poletnih mesecih črpali vodo v ponor Gradole, iz katerega se je zajemala voda, nekaj let kasneje pa je bil zgrajen magistralni vodovod do Pule in jezero je bilo neposredno vključeno v tamkajšnji sistem preskrbe s pitno vodo. Leta 2002 je bila zgrajena še infrastruktura za obdelovanje vode s kapaciteto 1000 L/s, leta 2012 pa cevovod od izvira Bulaž, iz katerega je možno v zelo sušnih obdobjih dopolnjevati akumulacijo. Ker je razmeroma majhno, je jezero občutljivo na evtrofikacijo in onesnaževanje z okoliških kmetijskih območij ter s pronicanjem neprečiščenih odplak iz naselij. Hkrati prihaja med aprilom in novembrom do temperaturne stratifikacije, kar posebej med turistično sezono narekuje črpanje iz najnižjih plasti in prilagajanje postopkov obdelave vode.
V jezeru živijo krapi, kleni in postrvi, pri čemer v jezeru nista dovoljena kopanje in ribolov.